# Клен каппадокійський
Клен каппадокійський (Acer cappadocicum) — вид квіткових рослин із роду клен (Acer).

## Морфологічна характеристика
Це однодомне дерево до 20 м заввишки. Кора коричнева або сірувато-коричнева. Гілочки червонувато-зелені, товсті, голі і зі світлими смугами; зимові бруньки майже кулясті, ззовні голі, край злегка війчастий. Листки опадні; листкові ніжки 7–12 см завдовжки, тонкі, голі; листові пластинки знизу блідо-зелені, зверху темно-зелені, 4–12(20) × 5–20 см, 3, 5 чи 7-лопатеві; середня частка трикутно-яйцеподібна, верхівка загострена; бічні частки тупі або трикутно-яйцеподібні. Суцвіття ≈ 5 см. Квіти жовтувато-зелені: чашолистків 5, пелюсток 5. Горішки довгасті, стислі, ± плоскі, 10–15 × ≈ 6 мм; крило з горішком 20–50 × 5–9 мм, крила по-різному розпростерті. Період цвітіння: квітень; період плодоношення: серпень.

## Середовище проживання
Ареал включає такі території: Вірменія, Азербайджан, Бутан, Китай (Юньнань, Тибет, Сичуань, Шеньсі, Гуйчжоу, Хубей), Грузія, Індія (Ассам, Сіккім, Джамму-Кашмір), Іран, Непал, Пакистан, азійська Туреччина. Росте в змішаних лісах.

## Використання
Цей вид заготовляють заради деревини. З нього виготовляють сільськогосподарські знаряддя, стовпи та ліжка. Вид висаджується як декоративний по всій земній кулі.

## Галерея

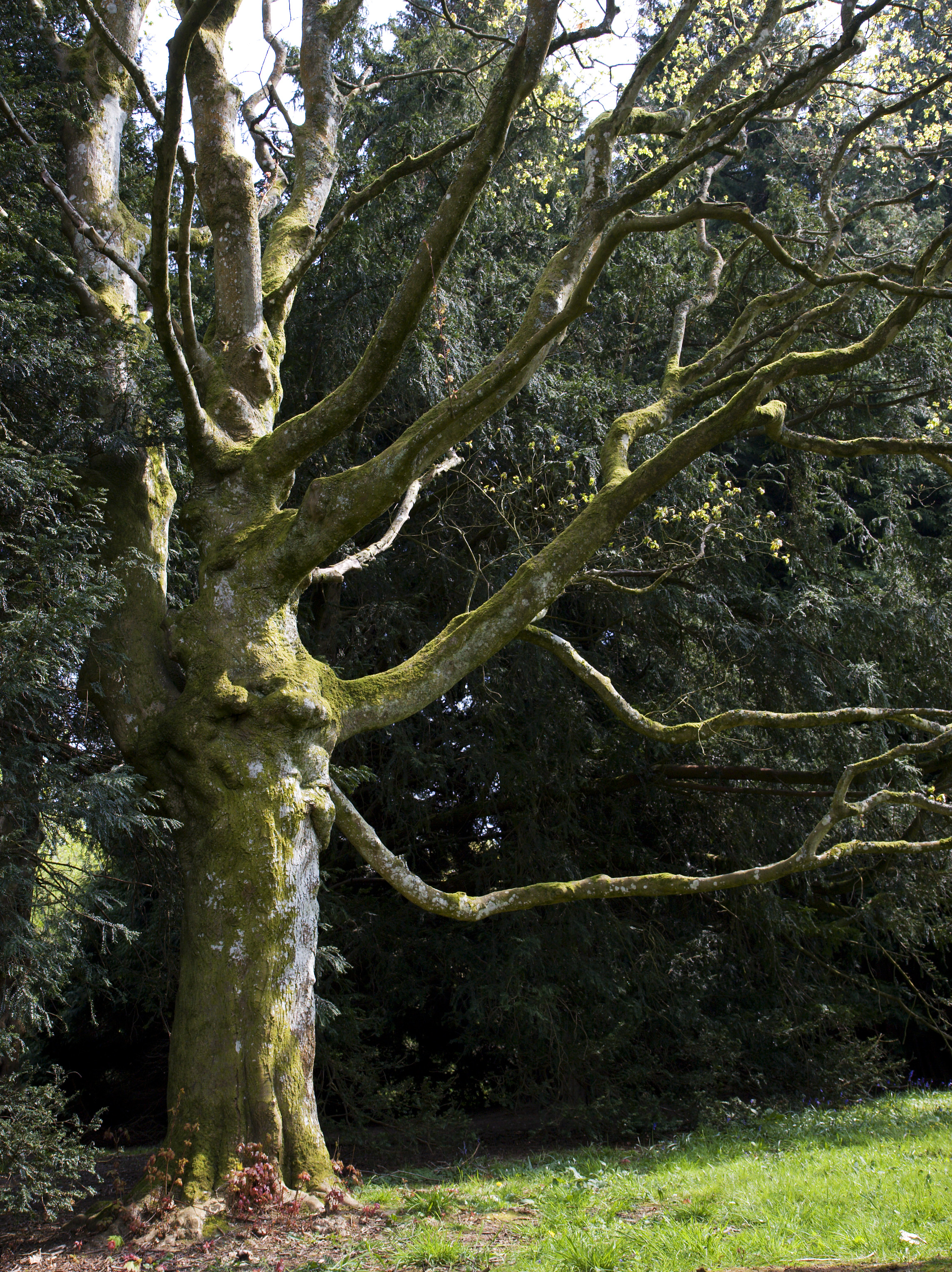
стовбур
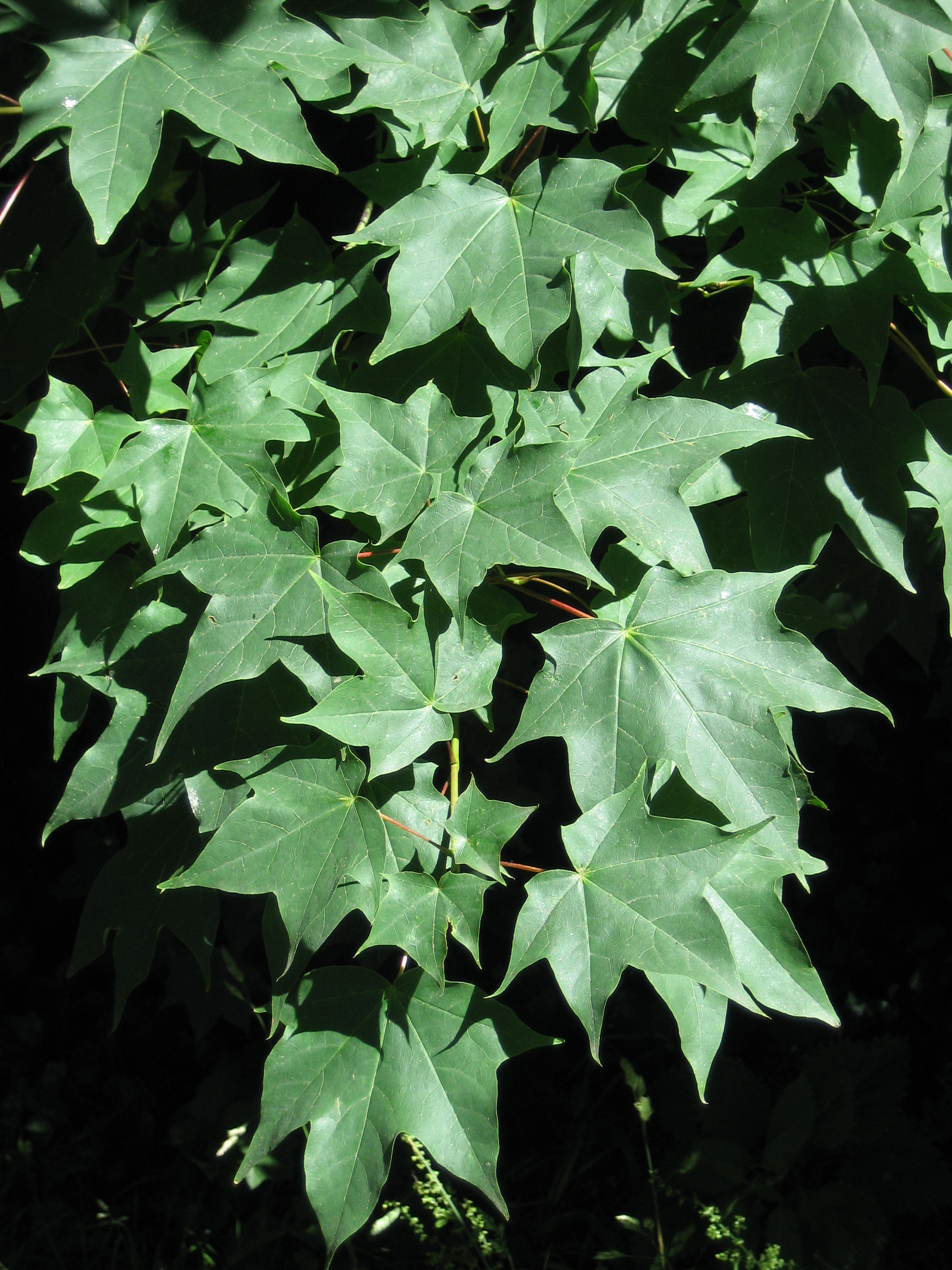
листя
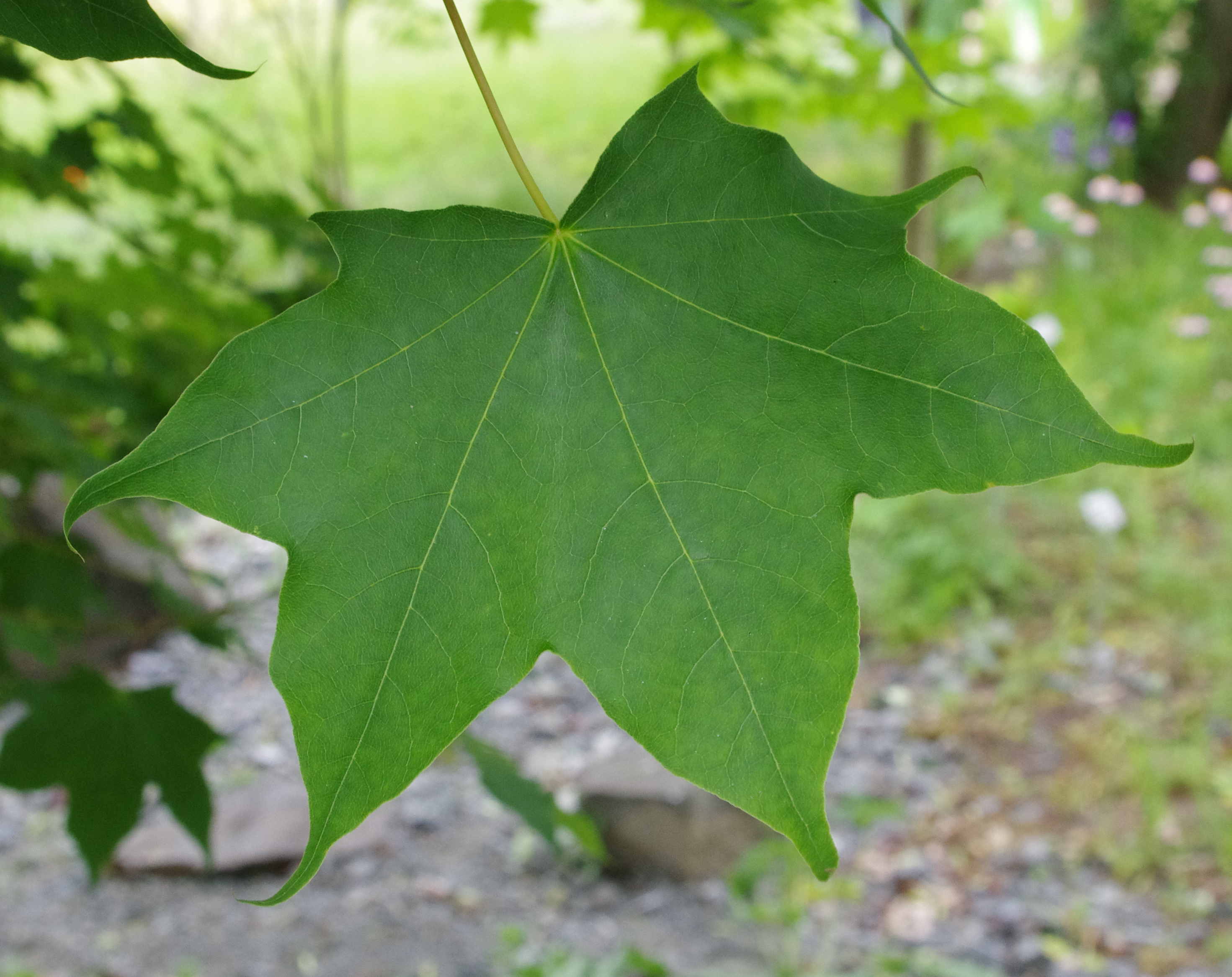
листок
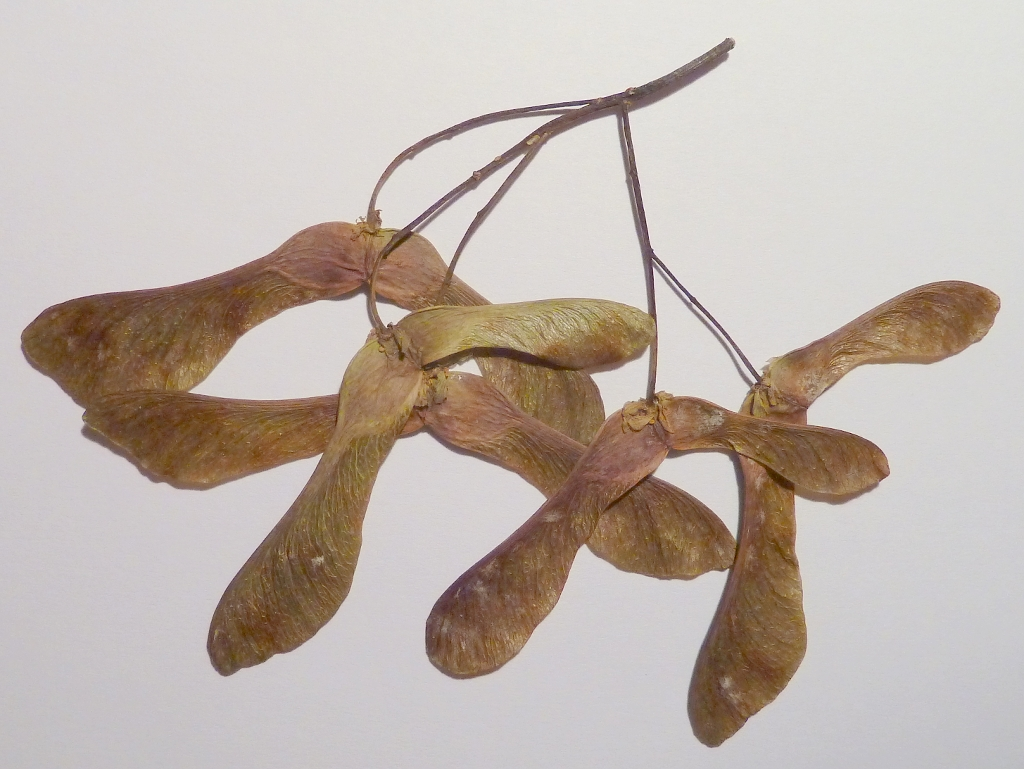
плоди